# Кей, Мэри Маргарет
Мэ́ри Ма́ргарет Кей (Кэй / Кайе́) (англ. Mary Margaret Kaye, 21 августа 1908, Симла, Химачал-Прадеш, Британская Индия — 29 января 2004, Лавенхем, Саффолк, Англия) — английская писательница и иллюстратор, работавшая в жанре исторического, любовно-исторического и  детективного романа, а также в жанре детской литературы.

## Биография
Английская писательница и иллюстратор Мэри Маргарет Кей (Кэй / Кайе) родилась 21 августа 1908 года в городе Симла, в штате Химачал-Прадеш, в Британской Индии, где и провела своё детство.
Многие родственники писательницы жили и работали в Британской Индии. Её двоюродный дед,  сэр Джон Уильям Кей, британский офицер, военный историк и госслужащий, был участником восстания сипаев и первой англо-афганской войны, а впоследствии опубликовал первую официальную историю восстания сипаев. Его брат, генерал-майор Эдвард Кей, во время восстания сипаев был командующим  батареей при осаде Дели. В Британской Индии также служили её дед Уильям Кей, отец, сэр Сесил Кей, и брат, полковник Уильям Кей. Её отец Сесил владел девятью языками и в два раза большим количеством диалектов, путешествовал по стране, а её мать Дейзи была занята постоянными приёмами.
По признанию самой писательницы, Индия для неё с детства была родной страной, она ощущала себя просто из другой касты в стране, которую населяют люди самых разных каст. В возрасте 10 лет её отправили в школу-интернат в Англию, где ей не очень понравилось. Мэри Маргарет получила общее образование, параллельно учась в художественной школе.  После завершения образования Мэри Маргарет снова вернулась в Индию, чему была очень рада, у неё было ощущение, что она вернулась домой.
В 1935 году скончался её отец, и она была вынуждена переехать в Лондон, где арендовала небольшую квартиру и начала иллюстрировать и писать книги для детей под псевдонимами Молли Кей (англ. Mollie Kaye), Молли Гамильтон (англ. Mollie Hamilton). Её книги были достаточно успешными для того, чтобы она смогла вернуться в Индию. В 1940 году она в Индии познакомилась и вышла замуж за генерал-майора Гоффа Гамильтона, служившего в собственном Корпусе разведчиков Британской Индийской армии, награждённого в 23-летнем возрасте Орденом «За выдающиеся заслуги», отцом которого был полковник Билл Гамильтон.
В течение последующих 19 лет вместе с мужем Мэри Маргарет переезжала 27 раз и жила в разных странах и частях света: помимо Индии, также на Кипре, в Занзибаре, Кении, Египте, Афганистане, Германии, Англии, Северной Ирландии и Шотландии.  У неё есть две дочери — Каролин и Никола, падчерицы,  и двое внуков — Джеймс и Молли.
В 1962 году муж писательницы вышел на пенсию, и пара поселилась в Англии в Сассексе. Большую часть своего времени муж посвятил поддержке писательской карьеры жены,  помогая ей править рукописи и вести хозяйство. После 45 лет счастливого брака смерть мужа в  1985 году стала для писательницы тяжёлым ударом. С 1987 года Мэри Маргарет жила с сестрой Бетти в доме своей дочери в графстве Хэмпшир, переехав в графство  Саффолк в 2001 году. Скончалась писательница 29 января 2004 года в небольшом городке Лавенхем, в графстве Саффолк, в Англии, в возрасте 95 лет. Согласно предсмертному желанию писательницы, её прах был развеян в Индии над озером недалеко от Удайпура.

## Карьера и творчество
В 1937 году писательница опубликовала первую книгу для детей.  В 1940-х годах начала писать детективный цикл романов под общим названием «Смерть в ...» (англ. The Death in...), взяв за основу сюжетов свой опыт жизни и путешествий по разным странам: «Смерть в Кашмире» (англ. Death in Kashmir) (впервые опубликован в 1953 г.), «Смерть в Берлине» (англ. Death in Berlin) (впервые опубликован в 1955 г.), «Смерть на Кипре» (англ. Death in Cyprus) (впервые опубликован в 1956 г.). В России из этого цикла опубликованы в 1990-х годах романы «Смерть в Занзибаре» («Дом теней») (англ. Death in Zanzibar (The House of Shade)) и  «Тайна „Фламинго“» (англ. Death in Kenya).
Первым из исторических романов писательницы об Индии стал роман «В Тени Луны» (англ. Shadow of the Moon), опубликованный в 1957 году (в России опубликован в 1995 году в издательстве «Русич»). За ним последовал исторический роман «Пассат» (англ. Trade Wind),  опубликованный в 1963 году (в России опубликован в 1996 году), действие которого происходит в Занзибаре.
Главным трудом её жизни стал исторический роман об Индии «Далёкие Шатры» (англ. The Far Pavilions), над созданием которого писательница работала в течение 10 лет. Роман впервые был опубликован в 1978 году и стал бестселлером (в России опубликован в 2010 году в издательствах «Эксмо» (Москва) и «Домино» (Санкт-Петербург)). При разработке сюжета романа писательница использовала свой опыт жизни в Индии, некоторые факты из исторических трудов своего двоюродного деда, а также факты биографии и черты характера своего мужа. На волне популярности романа турагенты организовали специальные поездки в Индию с посещением мест, описываемых в книге. В 1983 году роман был экранизирован в виде мини-сериала с Беном Кроссом, Эми Ирвинг, Кристофером Ли и Омаром Шарифом в главных ролях. На основе романа в лондонском Вест-Энде в театре Shaftesbury Theatre был поставлен мюзикл.
В 1980 году писательница написала и проиллюстрировала книгу для детей «Обыкновенная принцесса». Впоследствии также написала другие исторические и детективные романы и книги для детей, а также автобиографию в трёх томах, последний из которых закончила в 1999 году.
В марте 2003 года писательница была награждена международной премией имени Махарана Мевар Фонда города Удайпур индийского штата Раджастхан за её вклад в искусство и сохранение ценностей Мевара.

## Адаптации
Кинематограф
- Мини-сериал «Далёкие Шатры», 1983 (1984) г., пр-во Великобритания-США,  в главных ролях: Бен Кросс, Эми Ирвинг, Кристофер Ли и Омар Шариф[10].

Театр
- Мюзикл «Далёкие Шатры», лондонский театр  Shaftesbury Theatre[4][5].

Радиопостановки
- England Awakes - a one act play, broadcast on All India Radio (1940)
- A series of playlets based on the war news - broadcast on All India Radio (1940)
- The Ordinary Princess - broadcast on BBC Radio (7, March 2009)[11]